# Straßenbahn Berwick
Die Straßenbahn Berwick im US-Bundesstaat Pennsylvania bestand von 1901 bis 1926.
Zunächst eröffnete am 4. Oktober 1901 die Columbia and Montour Electric Railway eine normalspurige Überlandstraßenbahn von Bloomsburg (Pennsylvania) nach Berwick, die am Ber Vaughn Park in das Stadtgebiet einfuhr und über die heute überbaute westliche Verlängerung der Spring Garden Avenue sowie durch diese Straße selbst verkehrte. Im weiteren Verlauf durchfuhr die Bahn die Orchard Street und Front Street und endete an der Kreuzung Walnut Street/Front Street.
Am 22. Dezember 1905 gründeten ortsansässige Unternehmer die Berwick and Nescopeck Street Railway Company sowie die Berwick and Suburban Street Railway Company. Die B&NSR wollte eine Strecke von Berwick (Market Street/Front Street) nach Nescopeck (Pennsylvania) auf der anderen Seite des Susquehanna River bauen, während die B&SSR innerstädtische Strecken in Berwick plante. Folgende Strecken waren vorgesehen:
- eine Linie von der Market Street/Front Street durch die Market Street, 2. Straße, Lasalle Street zur Freas Avenue
- eine Linie durch die Market Street bis zur Summerhill Road
- eine Linie von der Market Street/2. Straße durch die östliche 2. Straße, Fowler Street bzw. Walnut Street, Front Street zur Stadtgrenze
- eine Linie durch die Walnut Street, 10. Straße, Chestnut Street und Summerhill Road bis zur Kreuzung Walnut Street
- eine Linie von der 10. Straße/Chestnut Street durch die Chestnut Street und 9. Straße bis zur Kreuzung Oak Street
- eine Querverbindung von der Kreuzung Chestnut Street/Duval Street durch die Duval Street, Pine Street, 15. Straße zur Market Street

Die Berwick&Nescopeck sollte den Betrieb auf dem Gesamtnetz führen. Erst im Dezember 1910 wurde die erste – und letzte – Strecke eröffnet. Sie führte von der Oak Street/2. Straße durch die 2. Straße, Market Street und über den Susquehanna River nach Nescopeck, wo sie durch die 3. Straße und Broad Street ihren Endpunkt am Bahnhof der Pennsylvania Railroad erreichte. Alle übrigen geplanten Strecken wurden aus finanziellen Gründen nicht gebaut. Die Linie rentierte sich nicht und wurde bereits am 4. Oktober 1924 wieder stillgelegt. Die Überlandlinie nach Bloomsburg überlebte noch zwei weitere Jahre, ehe auch sie am 26. Juni 1926 auf Busbetrieb umgestellt wurde.
Eine weitere geplante Straßenbahn in Berwick war die Berwick and Nanticoke Street Railway Company, die von der Stadtgrenze an der Front Street nach Glen Lyon bauen wollte, wo Anschluss zur Straßenbahn Nanticoke bestehen sollte. Auch dieses Projekt wurde nicht verwirklicht.